# Aminata Mbengue Ndiaye
Aminata Mbengue Ndiaye (Louga) es una activista y política senegalesa. Desde noviembre de 2019 es presidenta del Alto Consejo de las Comunidades Territoriales (HCCT), considerada la tercera institución del país después de la presidencia y la Asamblea Nacional. Ha estado al frente de varios ministerios. Es secretaria general interina del Partido Socialista desde 2019.  

## Trayectoria
Nació en Louga. Se licenció en la Escuela Politécnica de la Universidad París-Sur y en Télécom ParisTech.
Trabajó como profesora de economía familiar rural. En 1995 fue elegida alcadesa de Louga, su ciudad natal y más tarde Ministra de la Mujer y la Solidaridad Social durante la presidencia de Abdou Diouf. En 1998 fue Secretaria de Estado. En 1999 Senegal fue el primer país en aprobar una ley contra la mutilación genital femenina, en el momento en el que Aminata fue ministra.
De 2001 a 2007 fue diputada de la Asamblea Nacional por el Partido Socialista. También en 2004 fue miembro en el Grupo Parlamentario Democracia-Justicia-Solidaridad-Partido Socialista del Parlamento Panafricano.
Ha sido alcaldesa de Louga y repitió entre 2009 y 2014 el mandato local.
Ha luchado por los derechos de las mujeres senegalesas y africanas, como una de las fundadoras de la Asociación de Mujeres de África Occidental, y presentó el primer informe sobre el progreso de las mujeres en Senegal a la Comisión de Derechos Humanos de la ONU. Se especializa en temas de paz y desarrollo y participó en la facilitación del diálogo intercongoleño durante su consultoría con ONU-Mujeres. Preside el movimiento de mujeres del Partido Socialista. 
Apoyó la adopción de la Ley de Paridad aprobada en 2010.
El 4 de abril de 2012 asumió el Ministerio de Ganadería y Producción Ganadera y en abril de 2019 asumió el Ministerio de Pesca y Economía Marítima. Meses después, el 2 de noviembre de 2019, el presidente Macky Sall la nombró presidenta del Alto Consejo de las Colectividades Territoriales (Haut Conseil des Collectivités Territoriales HCCT) tras la muerte en julio de Ousmane Tanor Dieng. El HCCT es un órgano consultivo encargado de estudiar y hacer seguimiento de las políticas de descentralización y de desarrollo del territorio.
Tras la muerte del líder socialista Ousmane Tanor Dieng en julio de 2019, Aminata Mbengue, primera adjunta del Secretario General, asumió el puesto de Secretaria General interina del Partido Socialista hasta la celebración del próximo congreso del partido según establecen los estatutos del mismo.